# 新中間層
新中間層（しんちゅうかんそう）とは、賃金労働者のうち、現業に従事せず、事務・サービス・販売関係業務に従事する者を指す。サラリーマン、ホワイトカラー等とも呼ぶ。
19世紀半ばから後半にかけてのカール・マルクスの予言では、資本主義が発達すればするほど貧富の差が拡大し、階級分化が進むと考えられた。
しかし、19世紀末のドイツ社会民主党の論客エドゥアルト・ベルンシュタインは修正主義理論を発表し、資本主義が発達すればするほど、中産階級が台頭するものと予言した。
地球上で社会主義政権が誕生した地域は、例外なく植民地・従属国であり、先進国革命が実現した例がないことを考えると、ベルンシュタインの予言が正しかったとも言える。植民地・従属国革命は、小作人と大地主・外国資本との対決だった。マルクスは、資本主義の自浄能力に気付いていなかった。
日本における新中間層は、大正時代に成立した。1930年代には、かなりの厚みを増していたが、第二次世界大戦で壊滅し、新中間層の確立は高度経済成長期の1960年代を待たなければならなかった。
なお、社会学の立場では、新中間層に対応する階層は自作農や商店主などの旧中間層である。2000年代初頭の日本の政治状況では、都市部の新中間層が民主党を支持し、農村部の旧中間層が自由民主党を支持しているとも考えられていた。しかし、旧中間層が僅かとは言え生産手段を私有しているのに対し、新中間層は生産手段を私有している資本に雇用されている点に注目しなければならない。
だが、2005年頃から逆1区現象に象徴されるように新自由主義や新保守主義を掲げた自民党を都市部の新中間層が支持し、昔の自民党の体質と旧社会党のコングロマリットと化した民主党を農村部の旧中間層が支持するようになっていた。